# Константейн Орански
Константейн Орански (на нидерландски: Constantijn Christof Frederick Aschwin или Constantijn der Nederlanden), принц на Оранж-Насау, йонкхер на Амсберг, (роден на 11 октомври 1969 г.), е третият и най-малък син на кралица Беатрикс Нидерландска и Клаус фон Амсберг. Наричат го кратко Тейн.
Негови кръстници са Константин II Гръцки, принц Ашвин цу Липе-Бистерфелд, барон Аксел фон дем Бусше-Щрайтхорст, д-р Макс Конщам и г-жа К. де Бофорт-Сикинге.
Принц Константейн има 2 братя: крал Вилем-Александър Нидерландски и принц Йохан-Фрисо Орански. Четвърти по линията за наследяване на нидерландския трон.